# 張崇 (後燕)
張 崇（ちょう すう、生没年不詳）は、五胡十六国時代の人物。武郷郡の出身。

## 生涯
前秦に仕え、揚武将軍・兗州刺史に任じられていた。
383年6月、東晋の車騎将軍桓沖が荊州・益州に攻撃を仕掛けた。前秦の天王苻堅は張崇を救援軍として武当に遣わした。
7月、東晋の冠軍将軍桓石虔・鷹揚将軍郭銓と武当で戦い、敗れた。
384年9月、東晋の彭城内史劉牢之が、張崇が守っている鄄城を攻めた。張崇は城を棄てて後燕へ出奔した。劉牢之は将軍劉襲に追撃させて、河南で戦った。張崇は敗れ、東平郡太守楊光が討死した。
後燕に仕え、龍驤将軍に任じられた。
10月、燕王慕容垂は張崇・冠軍大将軍慕容隆に前秦の陽平郡太守邵興の討伐を命じた。襄国の南で戦い、邵興を大破した。張崇と慕容隆は邵興に呼応した趙郡の人の趙栗らを全て破った。これにより、冀州の郡県は後燕に従った。
387年2月、河南で自立していた張願討伐のため、張崇・車騎大将軍慕容徳・鎮南将軍慕容紹は歩騎2万余を率いて慕容隆に合流した。張願を大破、7千8百を討ち取り、歴城へ進軍した。青州・徐州・兗州の郡県の自立勢力は軒並み降伏した。
393年11月、張崇・鎮西将軍慕容瓚は井陘から晋陽を攻めた。
394年5月、皇帝慕容垂が西燕の皇帝慕容永を大破した。この知らせを聞いた西燕の武郷公慕容友は晋陽を棄てて逃走した。張崇と慕容瓚は進軍して晋陽に入った。
儀同三司に任じられた。
397年3月、司空に任じられた。
これ以後の事績は、史書に記されていない。